# Liptovský Mikuláš
Liptovský Mikuláš (dříve Liptovský Svätý Mikuláš, německy Liptau Sankt Nikolaus) je slovenské okresní město v okrese Liptovský Mikuláš v Žilinském kraji. Žije v něm přibližně 30 tisíc obyvatel. Město leží 65 kilometrů východně od Žiliny v tradičním regionu Liptov.

## Části města
Podle statutu města je Liptovský Mikuláš tvořen 16 městskými částmi: Andice, Benice, Bodice, Demänová, Iľanovo, Liptovská Ondrašová, Nábrežie-Vrbica, Okoličné, Palúdzka, Ploštín, Podbreziny, Ráztoky, Staré Mesto, Stošice, Svätý Štefan, Vitálišovce.

## Přírodní poměry
Liptovský Mikuláš leží na řece Váh, uprostřed Liptovské kotliny, na úpatí Nízkých a Západních Tater. Na severozápadě pak jsou Chočské vrchy.  Do správního území města zasahuje ochranné pásmo Tatranského národního parku a národní park Nízké Tatry. Leží v něm chráněné areály Bodický rybník, Demänovská slatina a zasahuje do něj část přírodní rezervace Jelšie.

## Historie
První písemná zmínka o Liptovském Mikuláši je z roku 1286. Základem osídlení byl kostel svatého Mikuláše, okolo kterého se od 14. století postupně formovalo náměstí – dnešní náměstí Osvoboditelů. Po svém patronovi, svatém Mikuláši, získalo město své jméno. V první polovině 14. století mělo město významné obchodní postavení, od roku 1424 mělo výsadu organizovat dvakrát ročně trhy. Od roku 1677 se stalo i sídlem okresu, Liptovské stolice, pozdější župy. Ve městě sídlily úřady a soudy.
Roku 1713 zde byli popraveni zbojníci Juraj Jánošík a Tomáš Uhorčík.
Roku 1865 se stal starostou Žid Izák Diner, což bylo na tehdejší poměry unikátní.[zdroj⁠?!]
V 19. století byl jedním z významných středisek Slovenského národního obrození. Ve třicátých letech 20. století zde vybudovala firma Baťa svou sesterskou společnost Darina, která se věnovala výrobě gumového zboží.
V době od ledna do dubna 1945 probíhaly v okolí Liptovského Mikuláše těžké boje. Na vojenském hřbitově Areál piety na kótě 748 Háj je 1415 hrobů a je zde pohřbeno 1361 příslušníků 1. československého armádního sboru v SSSR.

## Hospodářství
Díky úrodné Liptovské kotlině se ve městě vyvinul potravinářský průmysl. Dnes je důležitý hlavně díky turistům, kteří se odsud vydávají do Tater a k přehradě Liptovská Mara. Město je také významnou křižovatkou – okolo Mikuláše vede dálnice D1 a prochází jím i důležitá železniční trať z Košic do Žiliny. Městská hromadná doprava provozuje 13 autobusových linek.

## Společnost

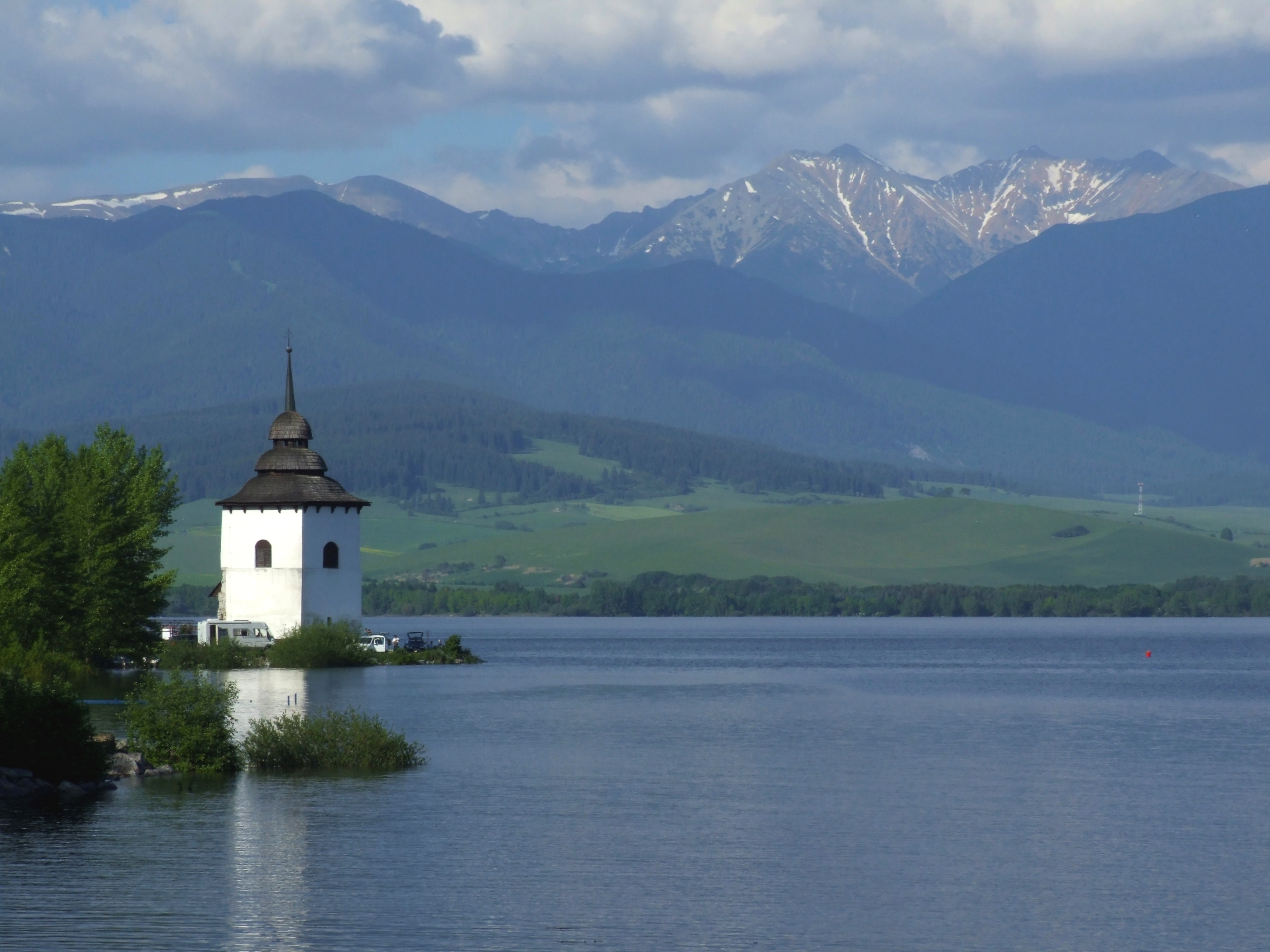
Vodní nádrž Liptovská Mara

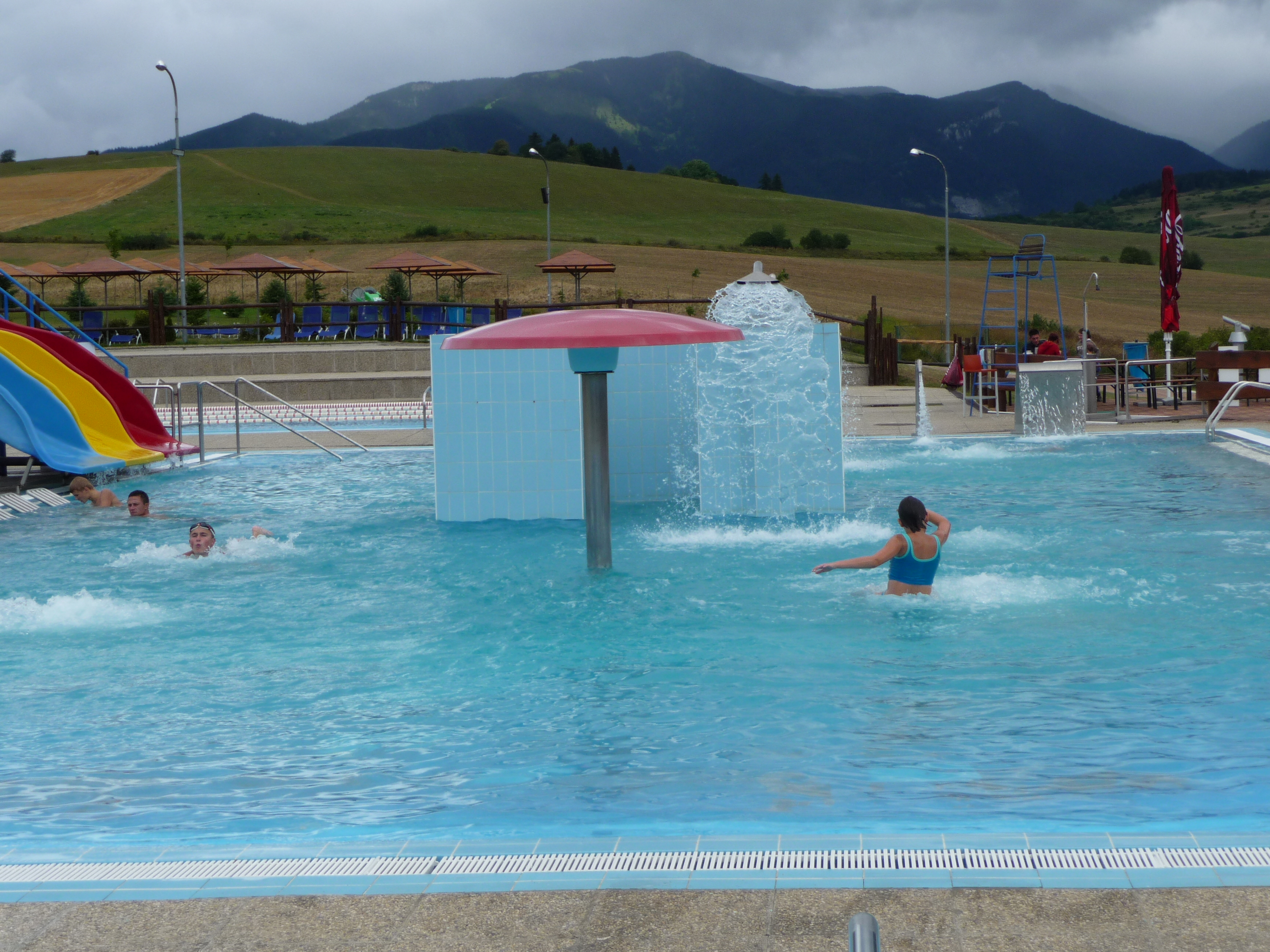
Aquapark Tatralandia

Město žije mnohými kulturními a sportovními událostmi. V červnu pěší zóna ožívá Stoličnými dny, v prosinci tradičním Mikulášským jarmarkem a během prázdnin bohatým kulturním programem Mikulášského léta.
Z vrchu Háj-Nicovô je výhled na všechna lákadla města a okolí: vodní nádrž Liptovská Mara, Nízké Tatry, Západní Tatry i Chočské vrchy. Bezprostřední okolí města nabízí krátké procházky i několikahodinové výlety nenáročným horským terénem nebo celodenní vysokohorské túry.

### Sport
V dubnu Areál vodního slalomu Ondreja Cibáka hostí Mezinárodní liptovské slalomy, v květnu Mezinárodní tatranský slalom. Slalomáři z Liptovského Mikuláše úspěšné reprezentují Slovensko na mezinárodních soutěžích i olympiádách. Michal Martikán a Elena Kaliská už vícekrát stáli na stupních olympijských vítězů. Areál vodního slalomu návštěvníkům nabízí možnost vyzkoušet si rafting, hydrospeed či absolvovat školu kajaku.
V Mikuláši má dlouhou tradici i hokej. Na ledové ploše zimního stadionu vyrostli mnozí světoznámí hokejisté – Jerguš Bača, Martin Cibák, Marek Uram, Milan Jurčina. V blízkosti stadionu se nabízí i další možnosti zasportovat si – krytý bazén, tenisové kurty a hala, squash, bowling, skateboardový areál. Možnosti sportovních aktivit ve městě jsou však větší, doplněné o jízdu na motokárách, paragliding, paintball a airsoft, fitness centra nebo jízdu na koni.
Vodní nádrž Liptovská Mara nabízí mnoho různých vodních sportů – plavání, surfing, jachting atd.
V roce 2003 byl 4 km severozápadně od centra od centra města na ploše 14 ha otevřen Aquapark Tatralandia, jeden z největších aquaparků ve střední Evropě. V letní sezóně má denní kapacitu 5 000 návštěvníků. Je zde využívána termální voda z 2 500 m hlubokého vrtu a v bazénech má teplotu do 38 °C. Nabízí koupání a oddech v 11 bazénech s termální vodou, osm bazénů je otevřeno celoročně a tři z nich jsou kryté. K aquaparku patří tobogány, skluzavky, gejzíry, masážní sezení a mnohé další atrakce. Součástí je saunový svět Tatra-Therm-Vital a komplex Wellness Paradise. V těsné blízkosti aquaparku vyrostla kopie westernového městečka Šiklův Mlýn, lanový park Tarzania a multifunkční hala Liptov Aréna, která je místem konání kulturně-společenských a sportovních akcí
Přímo v městských částech Ilanově a na Podbrezinách leží menší lyžařská střediska s umělým zasněžováním. Jen 14 km jižně se v Demänovské dolině nachází největší slovenské lyžařské centrum Jasná Nízké Tatry, blízko jsou i další střediska: Pavčina Lehota-Žiarce, Závažná Poruba-Opalisko, Liptovský Ján-Javorovica nebo Žiar-Dolinky.

## Pamětihodnosti

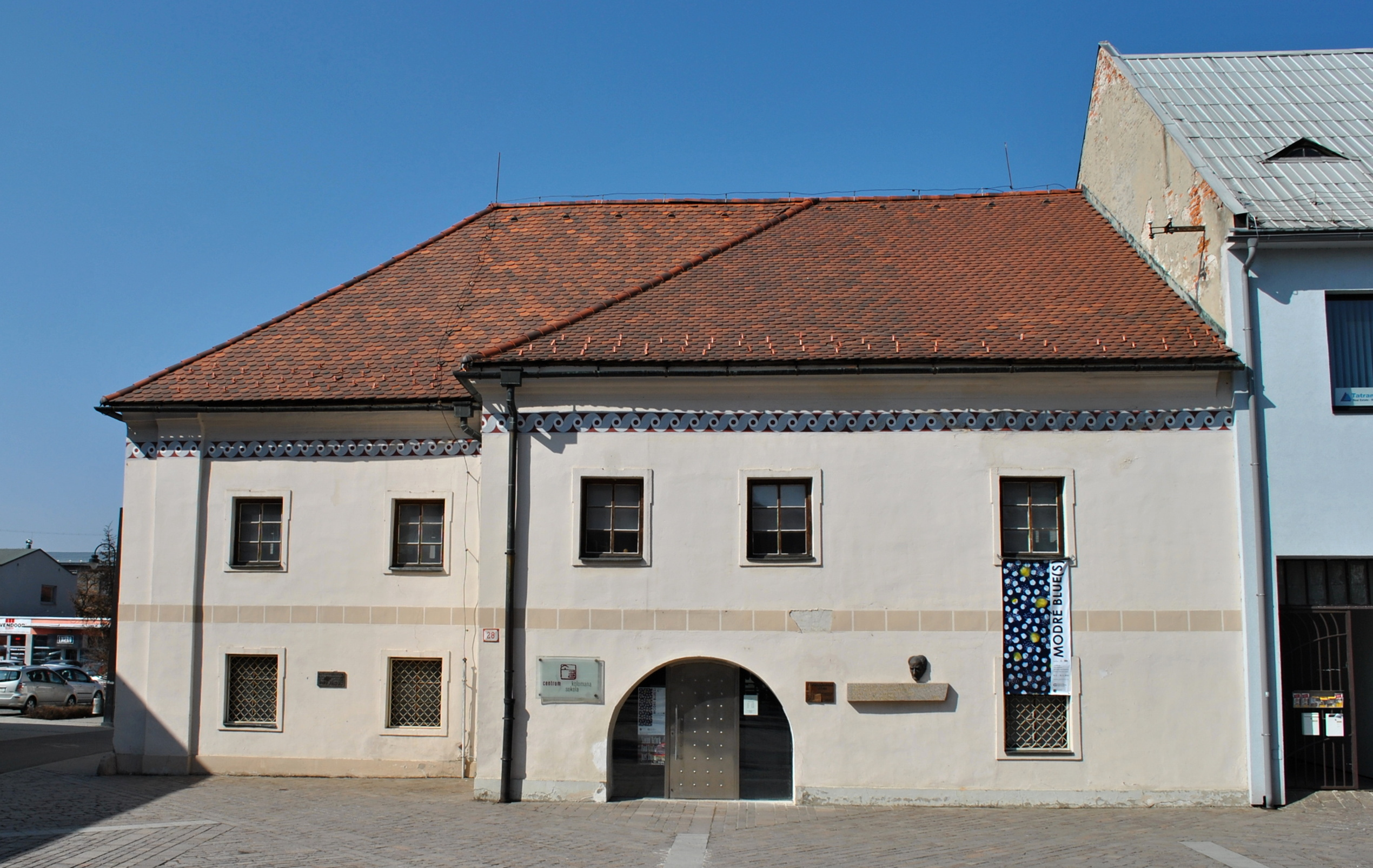
Pongrácovské panské sídlo

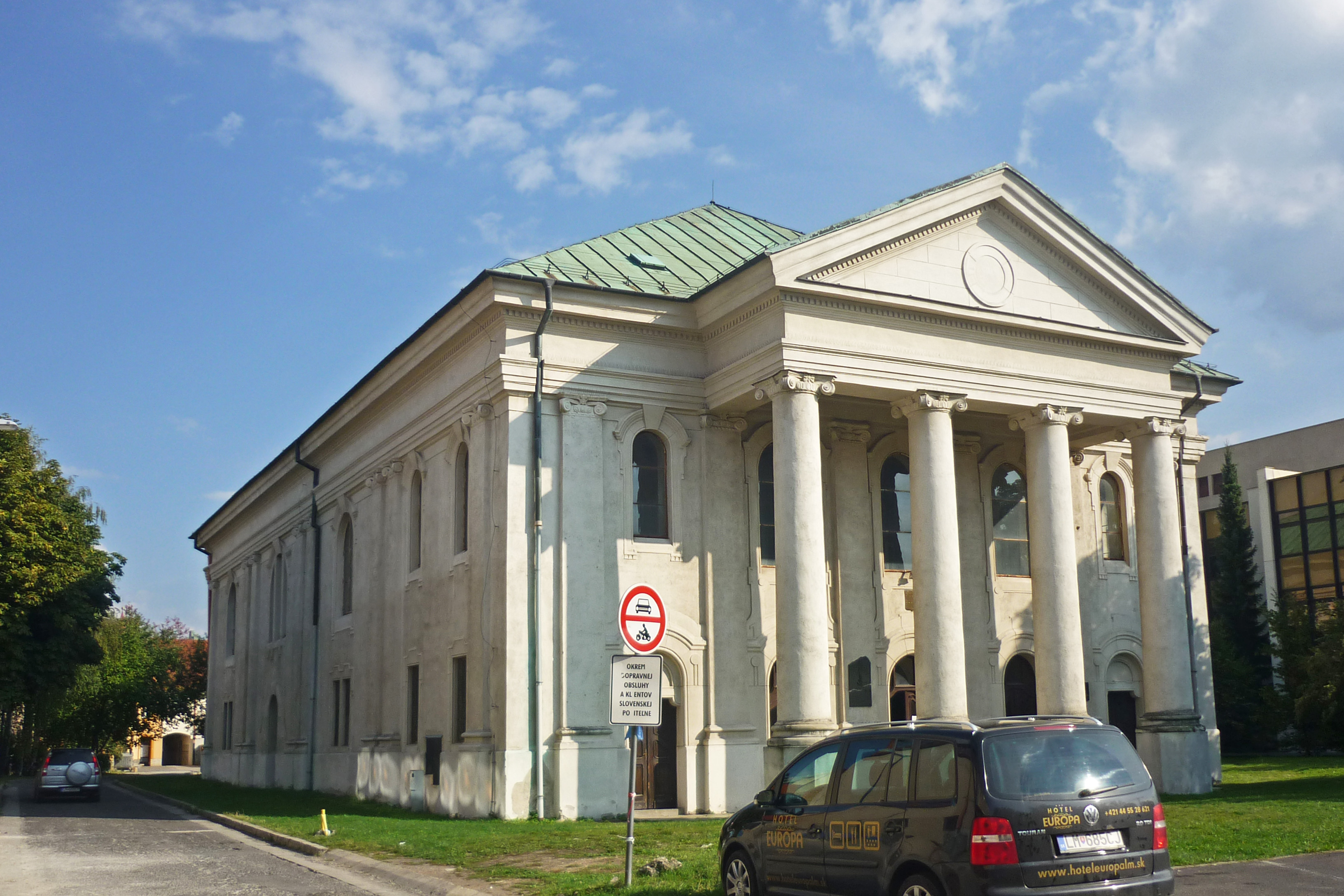
Synagoga

Centrem města je náměstí Osvoboditelů, jehož základy vznikly už ve 14. století. Nynější rozměry má od dokončení výstavby měšťanských domů v 18. století. Na začátku třetího tisíciletí prošlo celkovou rekonstrukcí.
Kostel svatého Mikuláše je gotická stavba v jižní části Náměstí Osvoboditelů postavená kolem roku 1280 na místě staršího románského kostela. V 15. století byl přestavěn, rozšířen a v 18. století barokně upraven. Další úpravy proběhly v letech 1883, 1940–1943 a 1965. V letech 1632–1637 zde kázal český evangelický kazatel Jiří Třanovský. Na náměstí se nachází druhá nejstarší budova ve městě – Pongrácovské panské sídlo. Dnes v něm sídlí Centrum Kolomana Sokola – galerie věnovaná grafikovi, malíři a mikulášskému rodákovi Kolomanu Sokolovi a v jejím sklepení je expozice Mikulášské mučírny. V její blízkosti stojí další reprezentativní panské sídlo s názvem Illésházyovská kúria, které z řady ostatních domů vystupuje mohutnou trojitou arkádou. V současnosti ji užívá městské Muzeum Janka Krále, v 18. století však v ní měla svoje sídlo Liptovská stolice. Právě v jednom z těchto panských sídel byl v roku 1713 souzený zbojník Juraj Jánošík. Nepřehlédnutelná je i rozsáhlá budova bývalého župního domu uprostřed hlavního náměstí. Západně od něj stojí klasicistní synagoga postavená v letech 1842–1846 a patří mezi největší synagogy na Slovensku. V roce 1906 ji přestavěl maďarský architekt Leopold Baumhorn.
Ve východní části města ve čtvrti Okoličné se nachází Kostel svatého Petra z Alkantary z konce 15. století.
Východně od župního domu na Tranovského ulici je klasicistní evangelický kostel postavený jako toleranční v letech 1783–1785. Společně se starou evangelickou farou a budovou Liptovské galerie Petra Michala Bohúňa vytváří menší náměstí, které nese název Náměstí Žádostí slovenského národa. V prostorech galerie sídlí i Dům fotografie. Nedaleko se nacházejí i další dvě kulturní instituce. V někdejším jezuitském klášteře má svoje sídlo Slovenské muzeum ochrany přírody a jeskyňářství, dům Černý orel poskytuje svoje prostory stálé expozici Liptovského muzea přibližující dějiny myslivosti a rybářství na Liptově.

## Osobnosti
- Jerguš Bača (* 1965), hokejista

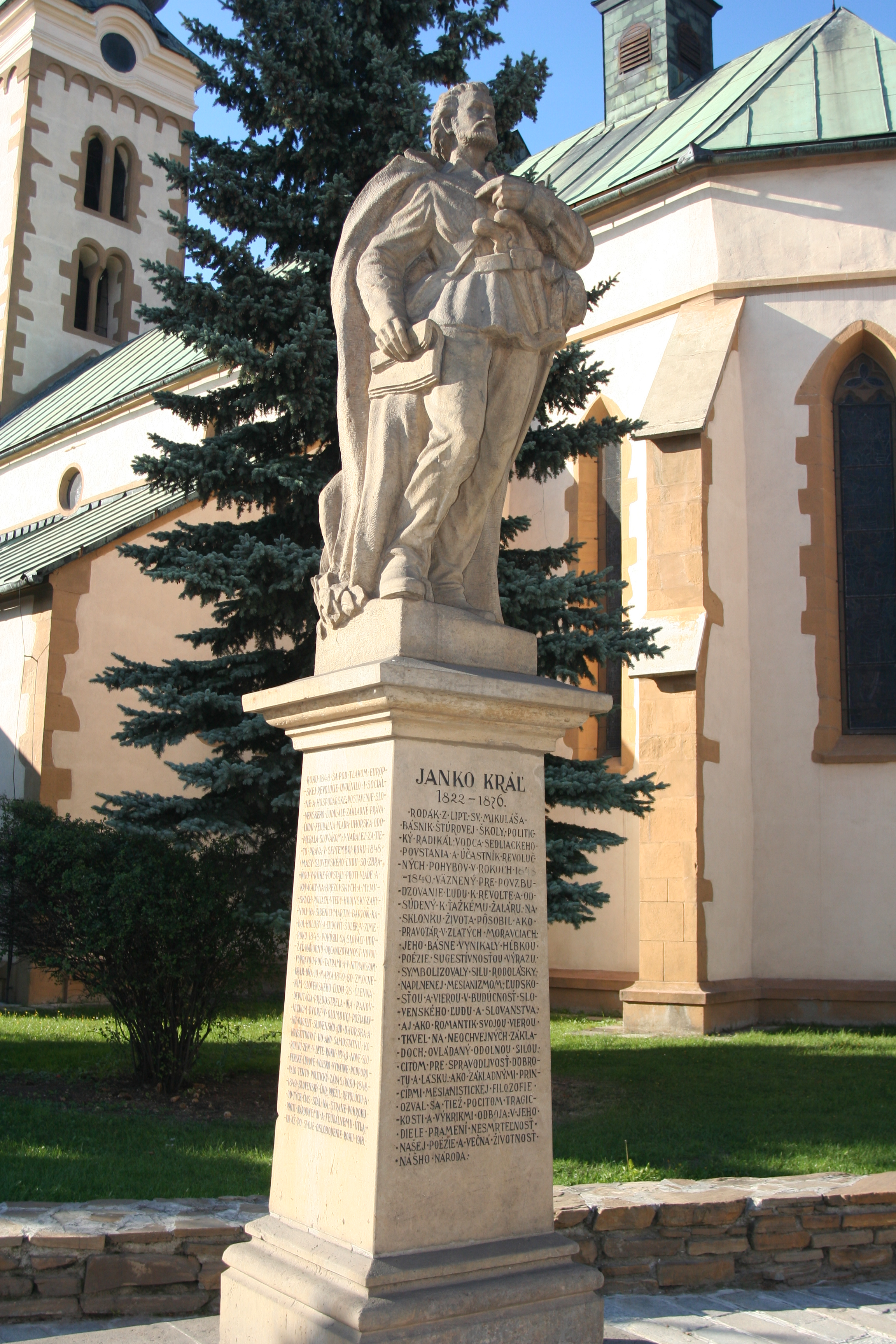
Pomník Janko Kráľa

- Ján Levoslav Bella (1843–1936), hudební skladatel
- Peter Michal Bohúň (1822–1879), malíř
- Vladimír Branislav Bodický (1897–1967), československý generál a politický vězeň
- Diana Doll (* 1976), pornoherečka
- Martin Harich (* 1995), zpěvák
- Juraj Jánošík (1688–1713), zbojník
- Milan Jurčina (* 1983), hokejista
- Milan Jurčo (* 1957), cyklista
- Elena Kaliská (* 1972), vodní slalomářka
- Jozef Božetech Klemens (1817–1883), malíř a vynálezce
- Eva Kollárová (* 1939), slovenská vysokoškolská učitelka a rusistka
- Janko Kráľ (1822–1876), spisovatel a národní buditel
- Pavol Kuna (1895–1982), generál
- Michal Martikán (* 1979), vodní slalomář
- Mikuláš Pružinský (1886–1953), politik
- Martin Rázus (1888–1937), slovenský básník, prozaik, dramatik a politik
- Mária Rázusová-Martáková (1905–1964), slovenská básnířka, dramatička a překladatelka
- Koloman Sokol (1902–2003), malíř a grafik
- Aurel Stodola (1859–1942), fyzik
- Sylvia Tiryakiová (* 1973), předsedkyně slovenského Helsinského výboru pro lidská práva
- Jiří Třanovský (1592–1637), český spisovatel, skladatel a evangelický kazatel
- Marek Uram (* 1974), hokejista